# Věda a technologie v Izraeli

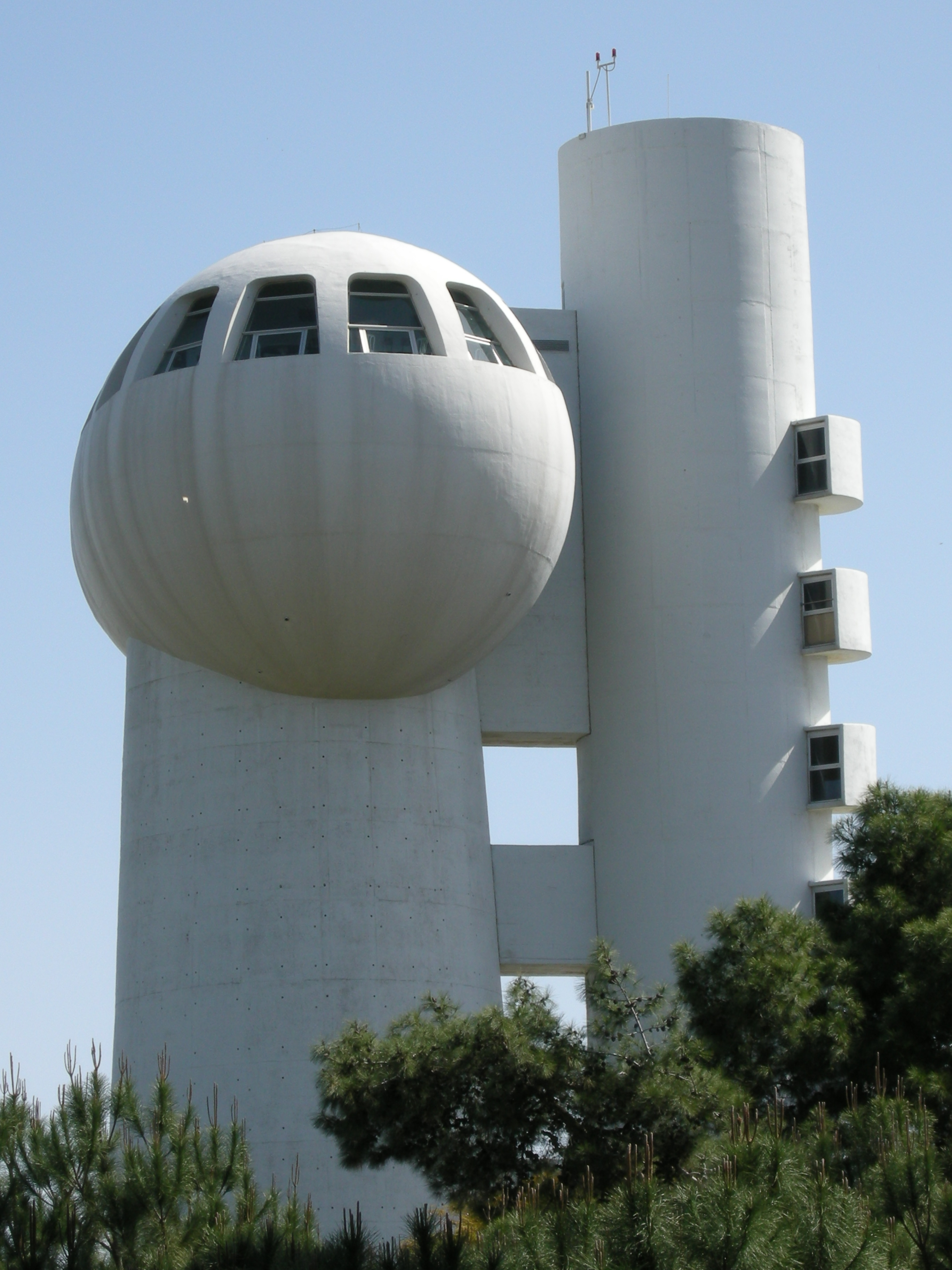
Weizmannův institut věd, Rechovot

Věda a technologie je v Izraeli jedním z nejrozvinutějších sektorů. Procentuální podíl Izraelců podílejících se na vědeckém a technologickém výzkumu a objem prostředků vynaložených na výzkum a vývoj v poměru k hrubému domácímu produktu, patří mezi největší na světě. Celosvětově se Izrael řadí na čtvrté místo v žebříčku počtu vědeckých publikacích na milion obyvatel. Desetinásobně pak převyšuje celosvětový průměr počtu publikovaných vědeckých článků.
Izraelští vědci přispěli svými poznatky k pokroku v oblastech genetiky, medicíny, zemědělství, počítačových technologií, elektroniky, optiky, strojírenství a dalších hi-tech odvětvích. Izrael je domovem hlavních hráčů v hi-tech průmyslu a má jeho obyvatelstvo je jedno ze světově nejvíce technologicky vzdělaných. V roce 1998 byl Tel Aviv časopisem Newsweek označen za jedno z deseti technologicky nejvlivnějších měst světa. Od roku 2000 je členem evropské organizace EUREKA, která koordinuje výzkum a rozvoj, jeho financování a přeshraniční spolupráci. V letech 2010 až 2011 zastával rotující předsednictví této organizace.

## Nositelé Nobelovy ceny
K roku 2009 získali Nobelovu cenu za chemii celkem tři Izraelci. V roce 2004 to byli biologové Avram Herško a Aaron Ciechanover z Technionu a v roce 2009 pak krystalografka Ada Jonat z Weizmannova institutu věd. V rámci společenských věd pak získali Nobelovu cenu za ekonomii v roce 2002 Daniel Kahneman a v roce 2005 Robert Aumann z Hebrejské univerzity v Jeruzalémě.

## Přední hi-tech společnosti
Civilní
- Aladdin Knowledge Systems
- Answers.com
- Babylon Ltd.
- Better Place
- CEVA, Inc.
- Chromatis
- Comsec Consulting
- Check Point
- Ness Technologies
- NICE Systems
- Minicom Advanced Systems
- RAD Data Communications
- Radware
- Radvision
- Tadiran Telecom
- Teva Pharmaceutical Industries
- Zoran Corporation
- Zend Technologies

Environmentální
- BrightSource Energy
- Ormat Industries
- Solel

Bezpečnostní, vojenské, vládní
- Israel Aerospace Industries (IAI)
- Israel Weapon Industries (IWI)
- Rafael Advanced Defense Systems
- Elbit Systems
- Soltam
- Plasan